# Осничани
 Тази статия е за селото в Гърция.  За селото в Северна Македония вижте Осинчани.  
Оснѝчани или Оснѝчени (срещат се и формите Снѝчани, Снѝчано и Снѝчени, на гръцки: Καστανόφυτο, Кастанофито, катаревуса: Καστανόφυτον, Кастанофитон, до 1927 година Οσνίτσανη, Осницани) е село в Егейска Македония, Гърция, дем Хрупища, област Западна Македония.

## География
Селото се намира на 37 километра югозападно от град Костур (Кастория) и на 27 километра югозападно от демовия Хрупища (Аргос Орестико), на 900 m надморска височина в планината Одре (Одрия). В Одре югозападно от селото е разположена Водната пещера.

## История

### В Османската империя
В края на XIX век Осничани е чисто българско село. Александър Синве (Les Grecs de l’Empire Ottoman. Etude Statistique et Ethnographique), който се основава на гръцки данни, в 1878 година пише, че в Осничиники (Osnitchiniki) живеят 600 гърци. Според статистиката на Васил Кънчов („Македония. Етнография и статистика“) в 1900 година Осничани има 840 жители българи.
На Етнографската карта на Битолския вилает на Картографския институт в София от 1901 година Осничани е чисто българско село в Костурската каза на Корчанския санджак със 120 къщи. Същевременно Нестничан е чисто българско село в казата Населица на Серфидженския санджак с 65 къщи.
В началото на XX век цялото население на Осничани е под върховенството на Цариградската патриаршия, но след Илинденското въстание в началото на 1904 година минава под върховенството на Българската екзархия. Същата година турските власти не допускат учителите Зисо Сапунджиев от Осничани и Анастасия Талева от Битоля да отворят българско училище в селото. По данни на секретаря на екзархията Димитър Мишев (La Macédoine et sa Population Chrétienne) в 1905 година в Осничани има 960 българи екзархисти.
Гръцки статистики от 1905 година не отразяват промяната и показват Осницани като село с 540 жители гърци. Според Георги Константинов Бистрицки Осничани преди Балканската война има 60 български къщи, а според Георги Христов и 1 куцовлашка.
Селото е опора на българщината в Костенарията и многократно е нападано от гръцки андартски чети. По думите на Христо Силянов:
| „ | Имената на селата Старичени, Езерец, Осничени станаха символи на героизъм и мъченичество. | “ |

През февруари 1905 година андартска чета убива осничанския поп и братята Христо и Иван Димитрови. На 25 август 1905 година селото е нападнато от 250 души андарти, сред които има и разбойници турци и албанци. Селската милиция, която има само 8 пушки, оказва двучасова съпротива, след което се оттегля, като оставя няколко убити, сред които свещеник Симо Зисов. Андартите запалват селото, гаврят се с труповете, изгарят 17 къщи и се оттеглят едва след като на помощ на осничанци се притичат селските милиции от съседните села Мангила, Марчища и Долени. Турският прокурор разследващ случая по-късно заявява на осничанци, че „гръцките чети ще ги научат на ум“, а съпровождащият го офицер добавя „Кой ви е крив, станете гърци, ако искате да сте спокойни“.
През септември 1905 година андартска чета от Виделуща, наброяваща 150 души, се настанява над Осничани. Костенарийската районна чета, начело с Митре Влаха и Киряк Шкуртов заема върха Орле в Одре, но по-късно се оттегля в Езерския букак и Орле е заето от андартите. Селската милиция подведена, че на Орле е българската чета излиза от селото и открива огън, но като виждат, че на Орле са гърци, отстъпват. Ранените Тома Попзисов и Атанас Цветков са заловени и заклани от андартите. Българската чета се появява и открива огън, като убива 6 андарти.
На 7 май 1906 голяма андартска чета напада Осничани от Жиковищкия манастир. В селото присъстват двама членове на районната чета на ВМОРО Нумо Кировски и Колю Бараков, които ръководят отбраната на селската милиция. В няколкочасовото сражение са убити командирите на андартската чета поручик Андонис Влахакис (капитан Лицас) и подпоручик Леонидас Петропулакис. След пристигането на войска от Жужелци, Хрупища и Костур андартите се оттеглят. Според Христо Силянов гърците дават 28 убити и 5 пленници. На 20 юни андартите си отмъщават за поражението, като хващат и убиват извън селото петима осничанци. Според гръцки сведения андартските загуби са 15 убити и 11 ранени.
През май 1907 година девет къщи в селото са изгорени от андарти.
В 1909 година в Осничани има 45 български екзархийски къщи и 5 гъркомански, като гъркоманите държат черквите и училището.
Според Георгиос Панайотидис, учител в Цотилската гимназия в 1910 година в Осничани (Οσνίτσανη) в миналото е имало около 60 семейства, които обаче са намалели на 50 вследствие на нападенията на гръцките чети и турската войска над комитаджиите, превърнали селото в своя крепост, поради подходящото му положение. От тези 50 семейства 24 са гръцки и поддържат църквата и училището, а 26 са екзархийски и поддържат училище в частна къща под наем.
По време на Балканската война 15 души от Осничани се включват като доброволци в Македоно-одринското опълчение.
На етническата карта на Костурското братство в София от 1940 година, към 1912 година Сничени е обозначено като българско селище.

### В Гърция
През войната селото е окупирано от гръцки части и остава в Гърция след Междусъюзническата война. Н. Манов и Н. Попзисов от Осничани са арестувани от гръцките власти по обвинение в пробългарска агитация.
Емиграцията към България и отвъд океана в междувоенния период е голяма. От 1914 до 1919 година 43 жители на Осничани, а след 1919 още 42 емигрират в България по официален път.
В 1927 година селото е прекръстено на Кастанофитон. Селяните традиционно ходят на гурбет – така например в 1928 година са регистрирани само 98 мъже срещу 151 жени. Произвеждат се жито, кестени, овошки и частично селяните се занимават със скотовъдство.
Селото пострадва силто от Гражданската война (1946 – 1949), при която много от жителите му емигрират в източноевропейските страни.
В селото от 1994 година има етнографски музей.
| Име           | Име        | Ново име          | Ново име          | Описание                              |
| ------------- | ---------- | ----------------- | ----------------- | ------------------------------------- |
| Марчищка река | Μαρτσίστας | Рема Македономахо | Ρέμα Μακεδονομάχω | река в Одре, десен приток на Галешово |

| Година    | 1913 | 1920 | 1928 | 1940 | 1951 | 1961 | 1971 | 1981 | 1991 | 2001 | 2011 | 2021 |
| --------- | ---- | ---- | ---- | ---- | ---- | ---- | ---- | ---- | ---- | ---- | ---- | ---- |
| Население | 354  | 353  | 249  | 349  | 106  | 132  | 72   | 76   | 52   | 51   | 25   | 12   |

## Галерия
- Кметството
- Бюст на Андонис Влахакис
- Стара къща в селото
- Изглед от селото
- Етнографският музей

## Личности
Осничанци са дейците на Българската революционна организация в Македония Васил Сапунджиев (1889 – 1980), Наум Костов (1879 – 1943), Тана Кировска (1862 – 1932), Яни (Иван) Христов (? – 1904), и Янко Василев – Чука (1871 – след 1943).
От Осничани са и българският политик Щерю Атанасов, българският и съветски комунистически деец Сребрин Чуков (1901 – 1938).